# Milan (pocisk)
Milan (fr. Missile d'infanterie leger antichar) – przeciwpancerny pocisk kierowany drugiej generacji opracowany przez francusko-niemieckie konsorcjum Euromissile. Produkowany od 1972 stał się podstawowym europejskim pociskiem przeciwpancernym małego zasięgu. Obecnie w Europie zastępowany przez pociski Trigat i Spike.

## Historia
Prace nad nowym zachodnioeuropejskim pociskiem przeciwpancernym rozpoczęły się w 1962 roku. Pierwsze próby miały miejsce w 1971 a rozpoczęcie produkcji seryjnej w 1972. Pocisk konstruowano głównie z myślą o uzbrojeniu piechoty. Był jednak instalowany na różnych pojazdach w tym na AMX-10P i Marder 1. Produkcję licencyjną uruchomiono w Wielkiej Brytanii, Hiszpanii i Indiach.

## Wersje
- Milan – pojedyncza głowica kumulacyjna (1972)
- Milan 2 – pojedyncza głowica kumulacyjna (1984)
- Milan 2T – podwójna głowica kumulacyjna (1993)
- Milan 3 - podwójna głowica kumulacyjna
- Milan ER - podwójna głowica kumulacyjna,wydłużony zasięg

## Opis
System w wersji przenośnej składa się z wyrzutni umieszczonej na trójnogu, celownika i układu kierowania oraz pojemnika z kompozytu szklanego zawierającego pocisk który pełni funkcję jednorazowej prowadnicy startowej. Podczas składowania i transportu pojemnik chroni pocisk przed niekorzystnym działaniem środowiska. Do standardowego celownika można dołączyć celownik termowizyjny MIRA o masie 9 kg który umożliwia skuteczne strzelanie w nocy.
Podstawowe części składowe pocisku to: głowica bojowa zawierająca ładunek kumulacyjny i zapalnik, silnik rakietowy, płaszczyzny nośne, żyroskop, flara emitująca podczerwień i szpula z kablem.